# Francisco Rojas
Francisco Rojas (Santiago de Xile, 22 de juliol de 1972) és un futbolista xilè que juga com a defensa. Va començar a destacar al Deportes La Serena del seu país natal per fitxar posteriorment pel Colo-Colo, on va agafar rellevància internacional. També va jugar al CD Tenerife de la lliga espanyola i a l'Sturm Graz de l'austríaca. Amb la selecció del seu país va ser 31 ocasions internacional. Va formar del combinat de Xile que va acudir al Mundial de França de 1998 i a la Copa Amèrica de 1999.